# Expéditions espagnoles
Les expéditions espagnoles, ou explorations espagnoles, sont un ensemble d'expéditions menées par des explorateurs espagnols ou parrainées par l'Espagne (en incluant sous ce terme les différents royaumes qui ont formé la monarchie hispanique et les configurations territoriales et juridiques successives de l'État, jusqu'à l'actuel royaume d'Espagne) à des fins scientifiques (géographiques, botaniques, etc.), religieuses (prosélytisme, évangélisation, missionnaires, etc.) ou stratégiques (militaire, politique, économique, etc.).

## Présentation générale
Les expéditions les plus importantes sont celles qui ont eu lieu à l'époque des Grandes découvertes (XVe et XVIe siècles), liées à l'expansion de l'Empire espagnol. 
À cette époque Christophe Colomb traverse l'Atlantique et découvre l'Amérique (1492), Vasco Nunez de Balboa traverse l'isthme de Panama et découvre l'océan Pacifique (1513), Ferdinand Magellan est le premier à traverser le Pacifique et découvre Guam et les Philippines (1521). L'expédition de Magellan est achevée par Juan Sebastian Elcano, et devient le premier tour du monde de l'histoire (1519-1522). 
Au cours du XVIe siècle et au début du XVIIe, les navigateurs espagnols ont été très actifs dans l'océan Pacifique. En 1545, Íñigo Ortiz de Retes atteint la Nouvelle-Guinée et lui donne ce nom en raison de la ressemblance des indigènes avec ceux de la Guinée en Afrique. 
Plusieurs expéditions atteignent les îles Mariannes, les Carolines et les Palaos, qui sont rattachées à la Capitainerie générale des Philippines. 
En 1565 Miguel López de Legazpi fonde le premier établissement espagnol dans le Pacifique, à Cebu (Philippines) et le navigateur Andres de Urdaneta découvre le « tornaviaje », l'itinéraire de retour de l'Asie vers l'Amérique. 
Cet itinéraire permit d'établir une route transpacifique, connue sous le nom de Galion de Manille, qui a fonctionné pendant deux siècles et demi, de 1565 à 1815, reliant les ports d'Acapulco et de Manille.
En 1568, le navigateur, Alvaro de Mendaña, découvre les îles Tuvalu et les îles Salomon, et lors d'une deuxième expédition en 1595 il découvre les îles Marquises. 
En 1606, l'expédition espagnole de Quiros découvre les îles Pitcairn, les Nouvelles-Hébrides (l'actuel  Vanuatu) et visite  les îles Salomon. Quiros a débarqué sur l'île principale des Nouvelles-Hébrides qu'il baptise l'« Austrialie du Saint-Esprit », pensant qu'il avait atteint la Terra Australis, le continent australien.
Au cours du XVIIIe siècle, il se produit une adaptation aux idéaux de l'Illustration, qui fait que la finalité scientifique gagne en importance, sans toutefois que soient abandonnées les vues stratégiques et militaires. La plus importante expédition espagnole de l'époque fut l'expédition Malaspina qui a duré cinq ans, de 1789 à 1794. C'était un voyage d'exploration politico-scientifique qui fit le tour du monde dans le but de visiter les territoires espagnols d'Amérique et d'Asie, ainsi que de nombreux autres territoires, en recueillant des informations anthropologiques, géographiques, biologiques (flore et faune), mais également politiques. À la fin du XVIIIe siècle, sont organisées également plusieurs expéditions dans le Pacifique, dont les expéditions à Tahiti dans le Pacifique Sud et de multiples expéditions au Canada et en Alaska.
L'émancipation de la plupart des possessions américaines au début de XIXe siècle s'est traduite par une modification des objectifs des explorations, et surtout par une diminution de leur importance, juste au moment où les expéditions coloniales de l'impérialisme européen étaient dans leur phase la plus décisive (partage de l'Afrique). 
Dans la première moitié du XXe siècle, après la guerre hispano-américaine, eut lieu une réorientation de la politique expéditionnaire, qui s'est concentrée sur l'Afrique occidentale. Après la décolonisation du Maroc (1956), de la Guinée équatoriale (1968) et, enfin, du Sahara occidental (1975), les expéditions espagnoles sont réorientées vers la connaissance scientifique de l'Antarctique.

## Aperçu chronologique

### Moyen Âge
- al-Garnatí et Ibn Jubair (XIIe siècle, initiateurs du genre du rihla, récits de voyage cosmographiques).
- Benjamin de Tudèle (XIIe siècle, juif).
- Ruy Gonzáles de Clavijo (XIVe siècle, ambassadeur castillan à la cour de Tamerlan)
- Pero Niño, (fin du XIVe siècle et première moitié du XVe siècle, navigateur castillan)

### XVesiècle

Voyages de Colomb.

- Voyages de Christophe Colomb (Christophe Colomb, découverte de l'Amérique)
- Alonso de Ojeda
- Vicente Yáñez Pinzón et Martín Alonso Pinzón
- Diego de Lepe
- Pedro Alonso Niño
- Amerigo Vespucci

### XVIesiècle
- Expéditions américaines :
  - Conquête de l'Amérique
  - Colonisation espagnole des Amériques
  - Expédition scientifique en Nouvelle-Espagne de Francisco Hernández de Tolède (1571 et 1577)

- Première circumnavigation autour du monde (expédition de Magellan-Elcano)

- Expéditions dans le Pacifique et aux Philippines :
  - Expédition de Magellan-Elcano,
  - Expédition de García Jofre de Loaísa (1525-1526),
  - Expédition d'Álvaro de Saavedra Cerón (1527-1528),
  - Expédition de Grijalva dans le Pacifique équatorial (1537),
  - Ruy López de Villalobos (1542-1543),
  - Expédition de Juan Jufré et Juan Fernández en Polynésie (1576-1577 ? ou 1578 ?),
  - Expéditions espagnoles d'Álvaro de Mendaña aux îles Salomon,
    - Première expédition espagnole aux îles Salomon (1567-1569),
    - Seconde expédition espagnole aux îles Salomon (1595-1596),

  - Expédition  de Miguel López de Legazpi (1564),
  - Tornaviaje d'Andrés de Urdaneta et Alonso de Arellano (1565).

- Passage du Nord-Ouest :
  - Juan de Fuca explore la côte nord-américaine du Pacifique (1592) à la recherche du passage du Nord-Ouest.

### XVIIesiècle
- Expédition au Vanuatu et en Australie de Pedro Fernández de Quirós et Luis Váez de Torres en 1606,
- Bartolomé de Fonte dit avoir navigué entre la baie d'Hudson et le Pacifique en 1640[1],
- Pedro Ordóñez de Cevallos, jésuite en Cochinchine[2],
- Juan Carrasco, jésuite en Cochinchine.

### XVIIIesiècle
- Mission géodésique au Pérou (1734), Expédition franco-espagnole de La Condamine, Jorge Juan et Antonio de Ulloa, pour la mesure du méridien terrestre.

Dernier quart du siècle :
- Pacifique Nord-Ouest (Canada et Alaska) : dix campagnes entre 1774 et 1792, dirigées par Juan José Pérez, Dionisio Alcalá Galiano, Cayetano Valdés, Juan Francisco de la Bodega.
- Pacifique Sud :
  - Expéditions espagnoles à Tahiti et en Polynésie, de Domingo de Boenechea et José de Andía y Varela (1772-1775)
  - Expédition de González de Haedo à l'Île de Pâques (1770-1771)
- Expéditions des limites hispano-portugaises, qui ont exploité le potentiel scientifique de la délimitation des possessions espagnoles et portugaises en Amérique du Sud, qui fut l'objet de diverses interprétations scientifiques et diplomatiques :
  - Jose de Iturriaga, Francisco Fernández de Bobadilla, Apolinar Díaz de la Fuente et Pehr Löfling au bassin de l'Orénoque (ce dernier avec les médecins et botanistes catalans Benito Paltor et Antoni Condal et les dessinateurs Bruno Salvador Carmona et Juan de Dios Castel).
  - Félix de Azara à la Colonia del Sacramento (Apuntamientos para la historia natural de los cuadrúpedos del Paraguay y río de la Plata, 1802 et Voyages dans l'Amérique méridionale, 1809).
- Expédition botanique royale aux royaumes du Pérou et du Chili ou Expédition botanique à la vice-royauté du Pérou (1777-1786, d'Hipólito Ruiz et José Antonio Pavón Quinología o tratado del árbol de la quina ou cascarilla, 1792, Florae Peruvianae, et Chilensis prodomus, 1794, Disertaciones sobre la raíz de la ratánhia, de la calaguala y de la china y acerca de la yerba llamada canchalagua, 1796, Flora peruviana et chilensis, 1798-1802, Systema vegetabilium florae peruvianae et chilensis, 1798. Juan José Tafalla Navascués, , commissaire de cette expédition, a également fait un voyage expéditionnaire en Équateur, 1799-1808. Le matériel resta inédit et fut récupéré par un chercheur équatorien Eduardo Estrella Aguirre en 1989[3].
- Expédition botanique royale à la Nouvelle Grenade (1782-1808, José Celestino Mutis (Instrucción relativa a las especies y virtudes de la quina, 1792, El arcano de la quina, 1828, Flora de Nueva Granada -seulement des feuilles-);
- Expédition botanique royale à la Nouvelle Espagne (1787-1803, Martín Sessé et José Mariano Mociño Flora Mexicana et Plantae Novae Hispaniae -inédites-).
- Expédition au Chili et au Pérou des frères Heuland (Conrado Heuland et Cristián Heuland), envoyés par José Clavijo y Fajardo, directeur du cabinet royal d'histoire naturelle[4].
- Expédition à Cuba de Joaquín de Santa Cruz, comte de Mopox, et Baltasár Boldó (rapport présenté en 1802).
- L'expédition d'Alejandro Malaspina (1789-1794, José Bustamante, du cartographe Felipe Bauzá, des naturalistes Tadeo Haenke, Luis Née et Antonio Pineda, des peintres José Guío, José del Pozo, Fernando Brambila, Juan Ravenet et Tomás de Suria) dont les problèmes politiques avec Godoy provoquèrent la saisie et l'oubli de leurs matériaux collectés, qui n'aboutirent à aucun résultat concret en Espagne ; triste sort qui, pour une circonstance ou une autre, fut partagé par la plupart des trouvailles de ces expéditions, ce qui dénote la faible réceptivité de la société et du système productif espagnol à l'égard des innovations et des découvertes, fait beaucoup plus décisif que la volonté mouvante des gouvernements éclairés qui les impulsaient ou l'enthousiasme des scientifiques qui les dirigeaient.

- Au moins une de ces expéditions a eu un succès incontestable : l'expédition Balmis (Expédition royale philanthropique de la vaccination, 1803-1814), directeur Francisco Javier Balmis, sous-directeur José Salvany y Lleopart.
- Autres, plutôt d'espionnage que scientifiques, furent les voyages africains de Domingo Badía, travesti en Alí Bey (Plan de Viaje al África, 1801, Voyages d'Ali-Bey en Afrique et en Asie pendant les années 1803-1807, 1814, version castillane de 1836).

### XIXesiècle
- Commission scientifique du Pacifique (Marcos Jiménez de la Espada, 1862-1865);
- Expédition (essentiellement militaire) en Guinée équatoriale de Juan José Lerena y Barry (1843);
- Expédition scientifique du commandant Julio Cervera, du géologue Francisco Quiroga et de l'interprète Felipe Rizzo au Sahara occidental en 1886[5] ;
- Expédition de Francisco Noroña dans l'océan Indien et aux îles Philippines ;
- Expéditions de Manuel Iradier (1868 et 1877)[6] ;
- Autres périples individuels ou collectifs à des fins plus ou moins scientifiques ou aventurières, comme celui de Francisco de Paula Marín —introducteur de l'ananas à Hawaï—, José María de Murga, le Moro Vizcaíno, Joaquín Gatell y Foch, Caid Ismail — Maroc et Sahara —, Víctor Abarques de Sostén — mer Rouge et Abyssinie —, Cristóbal Benítez — Tombouctou et Sénégal, 1880[7] — et Bonelli, Álvarez Pérez, Bens y Capaz — Río de Oro et Ifni[8]—.

### Première moitié duXXesiècle
- Explorations scientifiques en Afrique occidentale (1886-1915).
- Commission permanente pour l'exploration et l'étude du Nord-Ouest de l'Afrique (1901-1915).
- Voyage au golfe de Naples (1905).
- Études et envois de matériels zoologiques de Guinée (1924-26).
- Excursion du Sr. Lozano au Río de Oro [sic], (1933).
- Projet d'expédition transafricaine (1933-1936)
- Commission scientifique d'Ifni. 1834-1935 [sic, devrait être 1934-1935].
- Expédition du capitán Iglesias en Amazonas (1936).
- Trabajos préparatoires de l'expédition en Guinée et à Ifni (1939-1940).
- Expédition aux Philippines (sans date).

### Fin duXXesiècleetXXIesiècle
Absente des deux premiers appels de l'Année polaire internationale (API) (1882 et 1932) et avec une participation modeste à l'Année géophysique internationale de 1957-1958, l' Espagne a pris part pour la première fois à l'Année polaire internationale 2008 -2009, sur la base de vingt ans d'expérience des navires de recherche océanographique Las Palmas (A-52) et Hespérides (A-33) et des bases antarctiques de l'Espagne (base antarctique Juan Carlos Primero dans l'île Livingston, 1988 ; base antarctique Gabriel de Castilla, île de la Déception, 1989) et après avoir adhéré au traité sur l'Antarctique en 1982.